# 拜申采
拜申采，是匈牙利巴兰尼亚州所辖的一个村。总面积9.58平方公里，总人口119，人口密度12.4人/平方公里（2011年1月1日）。